# Кемелка
Кемелка — река в России, протекает в Вологодском районе Вологодской области. Река вытекает из озера Коровье. Устье реки находится в 5 км по левому берегу реки Вёкса.
В Коровье озеро впадают Ершуга и Татарка. Длина Кемелки в государственном водном реестре России указана 12 км, но эта длина, очевидно, дана с учётом одного из притоков Коровьего озера.
Кемелка, Ершуга и Татарка протекают по болотистой местности. Населённых пунктов по берегам этих рек нет.

## Данные водного реестра
По данным государственного водного реестра России относится к Двинско-Печорскому бассейновому округу, водохозяйственный участок реки — Северная Двина от начала реки до впадения реки Вычегда, без рек Юг и Сухона (от истока до Кубенского гидроузла), речной подбассейн реки — Сухона. Речной бассейн реки — Северная Двина.
Код объекта в государственном водном реестре — 03020100312103000006608.